# Yunnana
Yunnana is een geslacht van halfvleugeligen uit de familie Aphrophoridae. De wetenschappelijke naam van dit geslacht is voor het eerst geldig gepubliceerd in 1925 door China.

## Soorten
Het geslacht Yunnana  is monotypisch en omvat slechts de volgende soort:
- Yunnana vera China, 1925